# Trochosa aperta
Trochosa aperta este o specie de păianjeni din genul Trochosa, familia Lycosidae. A fost descrisă pentru prima dată de Roewer, 1960.
Este endemică în Namibia. Conform Catalogue of Life specia Trochosa aperta nu are subspecii cunoscute.